# Arkadi y Borís Strugatski
Los hermanos Arkadi (Арка́дий, 28 de agosto de 1925 – 12 de octubre de 1991) y Borís (Бори́с, 15 de abril de 1933 - 19 de noviembre de 2012) Strugatski (Струга́цкий) fueron dos autores de ciencia ficción rusos que escribieron juntos sus novelas.

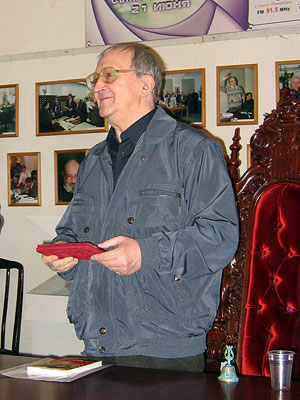
Borís Strugatski.

## Vida y obra
Arkadi Natánovich 'Strugatski nació en 1925 en Batumi, Unión Soviética. Siendo niño la familia se trasladó a Leningrado (hoy San Petersburgo, Rusia), donde nació Borís Natánovich 'Strugatski en 1933. Durante la Segunda Guerra Mundial, tras escapar del Sitio de Leningrado junto con su padre, Natán Zalmánovich Strugatski (crítico de arte de ascendencia judía; murió en 1942 en Vólogda), Arkadi se alistó en el ejército en 1943 y se trasladó a Moscú, donde obtuvo el título de traductor de inglés y japonés en el Instituto Militar de Idiomas. Borís tuvo que quedarse en la ciudad con su madre Aleksandra Ivánovna Litvíncheva, quien era maestra, pues su salud no le permitía intentar escapar (ambos sobrevivieron la guerra). 
Al acabar la guerra, Borís cursó astronomía en la Universidad de Leningrado. Después de licenciarse en 1956 encontró un empleo como matemático computacional en el observatorio de Pulkov, cerca de su ciudad natal. Mientras tanto Arkadi, aún en el ejército, trabajó como maestro e intérprete en Kansk. En 1955 fue desmovilizado con el rango de teniente primero, se casó con Elena Oshanina, y regresó a Moscú, donde empezó a colaborar en revistas y editoriales soviéticas. Fue entonces cuando comenzó su carrera literaria, habitualmente a cuatro manos con su hermano Borís. Falleció en Moscú en 1991.
Los hermanos Strugatski, como se les menciona habitualmente, se convirtieron en los más conocidos escritores de ciencia ficción de la antigua Unión Soviética, con una gran cantidad de aficionados a sus obras. Sus primeras influencias literarias estaban marcadas por el trabajo de Iván Yefrémov, aunque se les ha asociado también con H. G. Wells, Arthur Conan Doyle y Julio Verne. Sus obras muestran una clara evolución de la ciencia ficción más didáctica a un estilo mucho más humanista y de sátira social. Es sorprendente (y posiblemente lo que más llamó la atención a sus fanes incondicionales rusos) la habilidad para tratar sobre temas como la decisión individual humana y los sinsentidos del poder absoluto; son grandes temas subyacentes en toda su literatura.
En 1977 escribieron su novela más famosa, Пикник на обочине o Piknik na obochine, que ha sido traducida al inglés como Roadside Picnic, y al español como Picnic extraterrestre o Pícnic junto al camino. En ella se basó Andréi Tarkovski para rodar en 1979 su película Stalker.
Muchos otros trabajos de los Strugaski han sido traducidos a varios idiomas, incluyendo el español, pero no han tenido el mismo éxito que en las ediciones rusas, debido a tres causas principales:
- Es inevitable que aparezcan errores y dificultades cuando se intenta traducir ruso coloquial a un idioma que no apoye demasiado su estructura gramatical.
- Es casi imprescindible entender el nivel de rigidez doctrinal promovida por el estalinismo para poder apreciar el contraste y el repudio a la uniformidad que es evidente en todas las obras de los Strugatski.
- Gran parte del humor en obras como Ponedel’nik nachinayetsia v subbotu (Понедельник начинается в субботу, traducida al inglés como Monday begins on Saturday) proviene de siglos de tradición cultural y literaria vertidos en continuas alusiones y dobles sentidos.

Sin embargo, vale la pena destacar que los hermanos Strugatski fueron y aún son muy populares en muchos países, incluyendo Polonia, Bulgaria y Alemania.
Sus libros están traducidos a 42 idiomas en 33 países. 
Obtuvieron los premios Eurocón (Convención Europea de Ciencia Ficción) de 1982 - los mejores autores, de 1987 - Lifelong Literary Achievement, de 1992 - los mejores autores, de 2006 - Borís Strugatski - Honorary Award European Grand Master.
Se bautizó con sus nombres a un planeta menor (3054) Strugatskia, descubierto en 1977.
Desde 1992 Borís Strugatski otorga el Premio Caracol de Bronce para la mejor novela, novela corta y cuento fantásticos, y 1999 se otorga el Premio ABS, nombrado en honor de Arkadi y Borís Strugatski.

## Obras (lista parcial)
- En busca de la predestinación (Поиск предназначения, или Двадцать седьмая теорема этики)  (1994-1995) - Borís Strugatski
- Que difícil es ser Dios (Трудно быть богом) (1964)
- Efectos depredadores del siglo (Хищные вещи века) (1965)
- El lunes empieza el sábado (Понедельник начинается в субботу) (1965)
- Caracol escalando una montaña (Улитка на склоне) (1968)
- Leyendas de los Tres (Сказка о Тройке) (1968)
- La segunda invasión marciana (Второе нашествие марсиан) (1968)
- La isla habitada (Обитаемый остров) (1971)
- Ciudad maldita (Град обреченный) (1972)
- Mil millones años antes del fin del mundo (За миллиард лет до конца света - 1976) (Traducción de Fernando Otero Macías, Editorial Sexto Piso, 2017)
- Pícnic extraterrestre o Pícnic junto al camino (Пикник на обочине) (1977)
- Escarabajo en el hormiguero (Жук в муравейнике) (1980)
- Destinos truncados (Хромая судьба) (1986)
- Escuchen, judíos de San Petersburgo (Жиды города Питера, или Невесёлые беседы при свечах - 1990)

## Adaptaciones cinematográficas
- ,  - todas las películas
- Stalker en Internet Movie Database (en inglés). 1979.
- Días de eclipse en Internet Movie Database (en inglés). 1988. Basada en la novela Mil millones años hasta el fin del mundo.
- - El poder de un Dios (1988); basada en la novela Qué difícil es ser Dios.
- Felicidad: el mundo de los Hermanos Strugatski (Счастье. Миры Братьев Стругацких): cortometraje de animación del 2007, producido por los estudios Bashkortostán (Башкортостан), de la república del mismo nombre, y escrito y dirigido por Rim Sharafutdínov (Рим Шарафутдинов).
  - Ficha en inglés del cortometraje de animación en el sitio Animator.
    - Ficha en ruso.
- - La isla habitada (2008), sitio oficial de la película.
- - Qué difícil es ser un dios (2013). Dir. Aleksey German. Basada en la novela del mismo título.